# Rosário da Limeira (ort)
Rosário da Limeira är en ort i Brasilien.   Den ligger i kommunen Rosário da Limeira och delstaten Minas Gerais, i den sydöstra delen av landet, 800 km sydost om huvudstaden Brasília. Rosário da Limeira ligger 697 meter över havet och antalet invånare är 4 242.
Terrängen runt Rosário da Limeira är huvudsakligen kuperad, men den allra närmaste omgivningen är platt. Runt Rosário da Limeira är det ganska glesbefolkat, med 40 invånare per kvadratkilometer.. Rosário da Limeira är det största samhället i trakten.
Omgivningarna runt Rosário da Limeira är huvudsakligen savann.